# Amadores, Mexiko
Amadores, även Los Amador, är en ort i Mexiko, tillhörande kommunen Amatepec i den sydvästra delen av delstaten Mexiko, i den centrala delen av landet. Orten hade 169 invånare vid folkräkningen 2010.